# Třída Pensacola
Třída Pensacola byla první třída těžkých křižníků (tzv. „Washingtonských křižníků“), která začala od roku 1929 sloužit v americkém námořnictvu.

## Konstrukce
V souladu s dohodou uzavřenou roku 1922 na Washingtonské konferenci byl výtlak nových křižníků omezen na 10 000 tun a ráže jejich děl byla omezena na 203 mm. Aby byly dodrženy tyto limity, byla konstrukce lodí třídy Pensacola, jež nesly silnou výzbroj deseti kusů 203mm děl ve čtyřech dělových věžích, poměrně křehká a lodě byly slabě pancéřované. Jejich boční pancíř je nemohl ochránit proti střelám ráže 203 mm a odpovídal spíše slabému pancéřování lehkých křižníků.
Slabé pancéřování obou lodí také bylo důvodem, proč byly až do roku 1931 americkým námořnictvem klasifikovány jako křižníky lehké. Jelikož se ve světě rozšířila praxe klasifikovat všechny křižníky s děly ráže větší než 155 mm jako těžké, byly v roce 1931 přeřazeny o kategorii výše.
Hlavní výzbroj byla umístěna ve čtyřech věžích. Dvě věže byly na přídi a dvě na zádi lodi. Spodní věž vždy nesla dvojici děl a horní věž byla trojhlavňová. Všechna děla byla umístěna na společné lafetě a elevaci nebylo možné provést nezávisle. Hlavní výzbroj doplňovaly 4 univerzální kanóny ráže 127 mm a několik protiletadlových kulometů.
Jelikož byly těžší trojhlavňové věže vyvýšené, lodě měly mohutné trojnožkové stožáry a nízko položenou palubu, byly jejich nautické vlastnosti a stabilita výrazně horší než u následujících tříd. Třída Pensacola zahrnovala pouze dvě postavené lodě a poté byly stavěny zdokonalené konstrukce třídy Northampton. U nich byla, pro dosažení lepší stability a ušetření hmotnosti, snížena hlavní výzbroj, takže nové lodě nesly devět 203 mm kanónů ve třech věžích.
Časem se složení výzbroje měnilo. Sekundární výzbroj čtyř 127mm byla zdvojnásobena a naopak byly odstraněny torpédomety a 12,7mm kulomety. Posílena však byla protiletadlová výzbroj. V roce 1941 měla Pensacola celkem 15 kusů 28mm kanónů a devět 20mm kanónů a na konci války pro změnu 28 kusů 40mm kanónů a 20 kusů 20mm kanónů.

## Operační nasazení
Salt Lake City byl součástí svazu při Doolitlově náletu na Tokio v březnu 1942. Oba křižníky se účastnily bitvy v Korálovém moři, bitvy u Midway, bojovaly u Guadalcanalu. Salt Lake City byl součástí amerického svazu v bitvě u mysu Esperance a Pensacola v bitvě u ostrovů Santa Cruz. Pensacola byla vážně poškozena u Guadalcanalu v bitvě u Tassafarongy a byla téměř celý další rok opravována. Naopak Salt Lake City byl vážně poškozen v bitvě u Komandorských ostrovů, kde ho před potopením víceméně zachránil laxní přístup velitele japonské eskadry.
Obě lodě přežily válku, byly použity při atomových zkouškách na atolu Bikini a po nich byly ještě nějaký čas zkoumány. Vrak Salt Lake City byl nakonec potopen u pobřeží Kalifornie a vrak Pensacoly byl potopen u pobřeží státu Washington.